# (5878) Charlene
(5878) Charlene – planetoida z grupy pasa głównego asteroid okrążająca Słońce w ciągu 3 lat i 186 dni w średniej odległości 2,31 j.a. Została odkryta 14 lutego 1991 roku. Przed nadaniem nazwy planetoida nosiła oznaczenie tymczasowe (5878) 1991 CC1.